# Alte Kommandantur (Kassel)

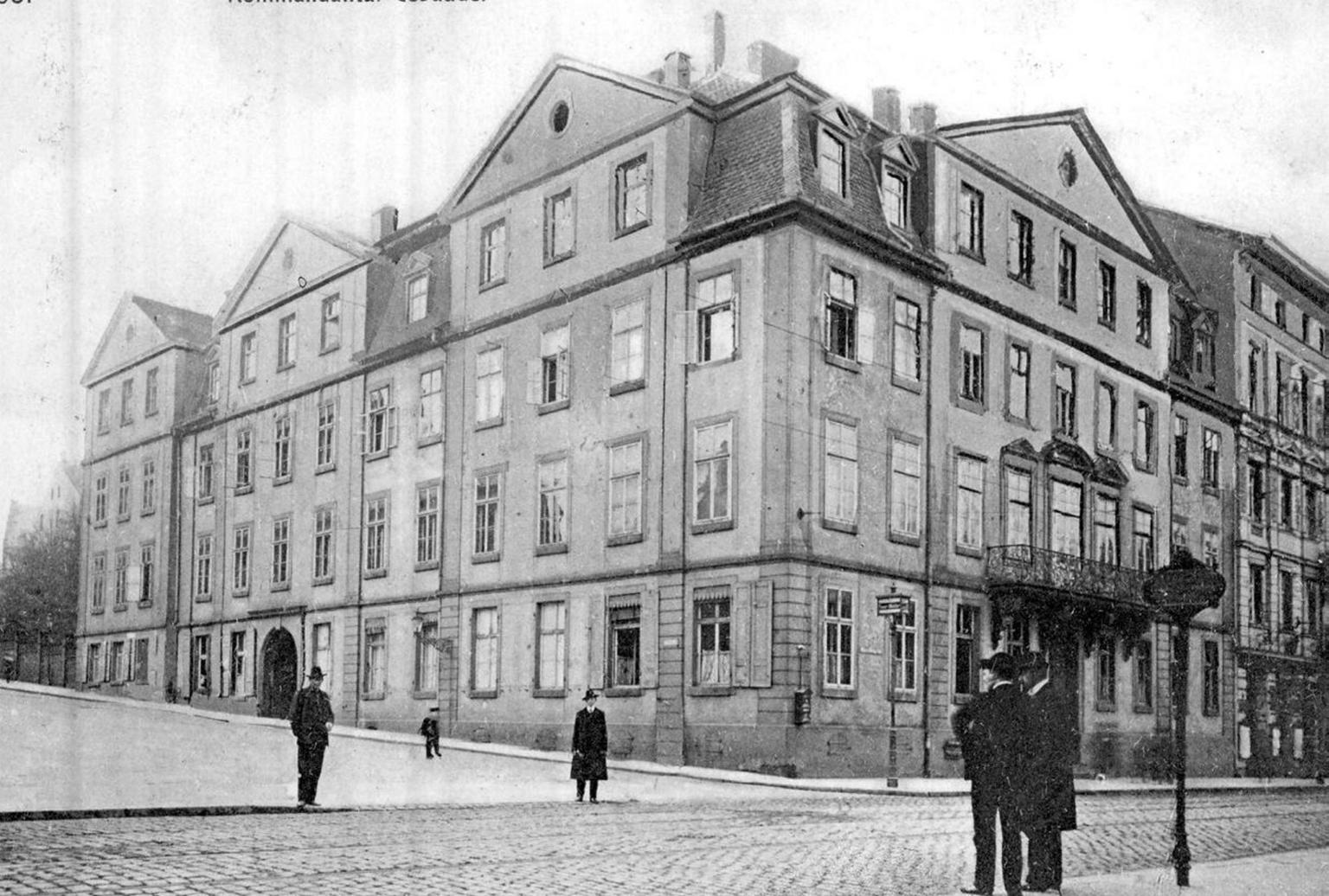
Alte Kommandantur zur Kaiserzeit (etwa 1910)

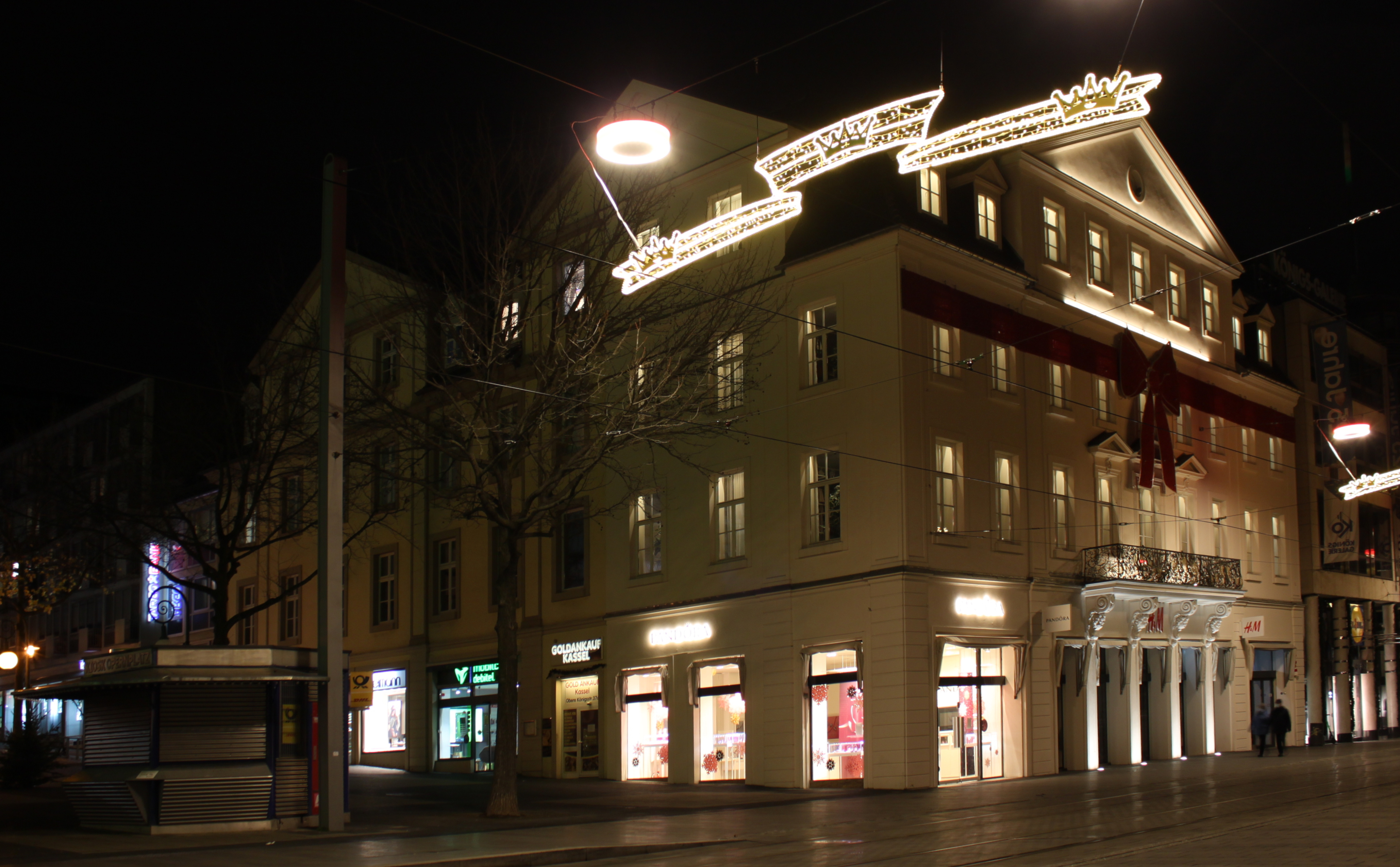
Alte Kommandantur (2020)

Alte Kommandantur bezeichnet ein Gebäude in der Kasseler Innenstadt am Friedrichsplatz bzw. Opernplatz aus der zweiten Hälfte des 18. Jahrhunderts mit einer wechselvollen Geschichte. Das historische Gebäude wurde im Zweiten Weltkrieg bei Luftangriffen als einziges Haus der barocken Oberneustadt nur wenig beschädigt. Dennoch wurde es 1968–1970 eingerissen und durch einen Neubau in historisierter Form ersetzt. Es ist heute eine Geschäftshaus.

## Geschichte
Das Gebäude der Alten Kommandantur steht auf einem Gebiet, welches als Oberneustadt bezeichnet wurde und ist eng mit dessen Entwicklungsgeschichte verknüpft. In den Jahren zwischen 1688 und etwa 1730 wurde zunächst das Gebiet zwischen Auehang, Friedrichsstraße und dem heutigen Friedrichsplatz bebaut. Dieses Gebiet lag vor den Festungswerken der alten Kernstadt. Unter Landgraf Friedrich II. wurden die Festungswerke ab 1767 geschleift, um beide Seiten – innerhalb der Festungsanlage und die Neubauten außerhalb der Festung – zu verbinden. Dabei wurden auch der Friedrichsplatz und der Königsplatz angelegt. Der Bau des Gebäudes „Alte Kommandantur“ in den Jahren 1772–1774 nach Plänen von Simon Louis du Ry war der Beginn der Stadtentwicklung um die Königsstraße, die heutige Einkaufsmeile von Kassel. Der Bauherr war Jacques Roux, ein Kasseler Großkaufmann und Kommerzien-Assessor, der an der Marktgasse 15/Graben einen Steinbau hatte errichten lassen. Das neue Gebäude an der Königsstraße war um vielfaches größer als das Alte und war vom Standort auch in dem vornehmen Stadterweiterungsgebiet angesiedelt.
In der Zeit des Königreich Westphalens unter König Jérôme (1807–1813) galt das Gebäude als wertvollstes Privathaus Kassels, gleichrangig mit dem Palais der Landgrafen von Hessen-Rotenburg am Königsplatz.
Im Jahr 1837 hat der kurhessische Staat das Haus für seine Militärverwaltung angekauft. Es diente als Dienst- und Wohnsitz des Kasseler Stadtkommandanten. Ab 1866, als das Kurfürstentum Hessen von Preußen als Ergebnis des Deutschen Kriegs annektiert wurde, nutzte die neuen preußischen Landesherren das Gebäude in gleicher Weise und daher entstand der Name „Alte Kommandantur“ der für das Gebäude bis heute erhalten geblieben ist.
Während des Zweiten Weltkriegs wurde das Gebiet der Oberneustadt fast völlig zerstört. Die Alte Kommandantur war da das einzige Gebäude der Innenstadt, das die verheerenden alliierten Luftangriffe auf Kassel nahezu unbeschadet überstand.
Nach dem Ende des Zweiten Weltkriegs bezog zunächst das Finanzamt bis 1958 das Gebäude, bevor es in einen neuen Standort in der Spohrstraße umzog. Danach wurde das Haus vermietet.
Im Jahre 1963 wurden Pläne bekannt, dass die Bundesregierung das Gebäude verkaufen wolle. Das Grundstück des Gebäudes hat aufgrund seiner guten Lage einen hohen Wert für Geschäfte, und nach dem damals geltenden Denkmalrecht war es nicht davor sicher, aus Spekulationsgründen abgerissen zu werden. Es gab damals Demonstrationen für den Erhalt der Kommandantur.
Letztlich erwarben der Wohntextil-Unternehmer Erich Münstermann und der Kaufmann Friedrich Verdemfelde, einem Kleiderfabrikanten aus Aschaffenburg, jeweils zur Hälfte das Gebäude. Münstermann erwarb den Gebäudeteil zur Theaterstraße und Verdemfelde den Gebäudeteil an der Ecke zur Oberen Königsstraße. Beide waren bereits zuvor schon Mieter des Gebäudes gewesen. Vordemfelde hatte im Jahr 1953 das Traditionsgeschäft Hettlage erworben, das bis dahin provisorisch im Henschelhaus am Königsplatz untergebracht war. Hettlage bezog nun als neuen, dauerhaften Firmensitz die Kommandantur.
Beide Eigentümer beabsichtigten jedoch, das Gebäude komplett abzubrechen um ein modernes Geschäftshaus an dieser Stelle zu errichten. Sie stießen allerdings mit diesem Vorhaben auf massiven Widerstand von Politik, Einwohnern und der Denkmalpflege. Ein Hauptproblem bei einem reinen Umbau war, dass das Erdgeschoss der Alten Kommandantur deutlich über dem Niveau der Königsstraße lag und es zu erwarten war, dass ein Umbau die Stabilität der historischen Fassade gefährdet. Letztlich entschloss man sich deshalb, das Gebäude komplett abzubrechen und durch einen Neubau mit leicht veränderter historischen Fassade zu errichten. Dabei sollten historische Elemente wie der Balkon an der Königsstraße und einzelne Ornamente als Originalsubstanz in den Nachbau integriert werden. Von 1968 bis 1970 erfolgte dann der Neubau entsprechend diesen Plänen.
Das neue Gebäude beherbergte zunächst wieder das Unternehmen Hettlage und nach dessen Aufgabe ein weiteres Textilgeschäft. Mittlerweile ist in das Geschäftshaus mit H&M eine Textilkette eingezogen.
Im Jahr 2009 wurde die Fassade aufwendig saniert.